# باراد أوي
باراد أوي (بالبوكمول: Baard Owe) هو ممثل نرويجي، ولد في 3 يوليو 1936 في النرويج، وتوفي في 11 نوفمبر 2017 بكوبنهاغن في الدنمارك بسبب سرطان الرئة.

## وصلات خارجية
- باراد أوي على موقع IMDb (الإنجليزية)
- باراد أوي على موقع ألو سيني (الفرنسية)
- باراد أوي على موقع أول موفي (الإنجليزية)
- باراد أوي على موقع قاعدة بيانات الأفلام السويدية (السويدية)
- باراد أوي على موقع ديسكوغز (الإنجليزية)
- باراد أوي على موقع قاعدة بيانات الفيلم (الإنجليزية)
- باراد أوي على موقع كينوبويسك (الروسية)